# Wesley Sonck
Wesley Sonck (Ninove, 9 augustus 1978) is een Belgisch voormalig betaald voetballer. Als spits speelde hij onder meer bij KRC Genk, AFC Ajax, Borussia Mönchengladbach en Club Brugge. In 2014 sloot hij zijn spelerscarrière af bij de eersteprovincialer Appelterre.  Nadien werd Sonck Belgisch bondstrainer bij enkele jeugdcategorieën en begon hij met een mediacarrière als voetbalcommentator. Van 2001 tot 2010 kwam hij 55 keer uit voor de Rode Duivels en scoorde daarin 24 keer. 
Sonck was een makkelijk scorende spits. Ondanks zijn kleine gestalte was hij erg veerkrachtig en kopbalsterk. Hij brak begin 21e eeuw door bij Genk, dat hij in 2002 naar de landstitel loodste. Sonck werd in die periode ook twee keer op rij topschutter en kreeg in januari 2002 ook de Gouden Schoen. Nadien verkaste de mondige voetballer naar Ajax, met wie hij meteen kampioen werd. Na anderhalf seizoen trok hij naar het Duitse Borussia Mönchengladbach, waar hij amper aan spelen toekwam. Hij keerde vervolgens terug naar België. Eerst stond hij drie seizoenen in de spits bij Club Brugge, nadien kwam hij nog twee seizoenen uit voor Lierse SK. Hierna speelde hij een seizoen voor Waasland-Beveren. Begin 2014 speelde hij ten slotte nog enkele maanden bij KE Appelterre-Eichem, een eersteprovincialer uit het Oost-Vlaamse Ninove, waar zijn zijn broer Kevin op dat moment aanvoerder was.
In augustus 2017 volgde Sonck, Gert Verheyen op als bondscoach van de rode duivels U18. In augustus 2023 kreeg hij de U19 onder zijn hoede. In april 2024 vertrok hij in onderling overleg met de Belgische Bond.

## Carrière

### Jeugd
Wesley Sonck werd geboren in het Oost-Vlaamse Ninove en sloot zich op 7-jarige leeftijd aan bij het plaatselijke KVK Ninove. Hij voetbalde er verschillende jaren alvorens op 16-jarige leeftijd de overstap te maken naar RWDM, dat toen nog in eerste klasse uitkwam.

### RWDM
Soncks debuut bij RWDM kwam er niet meteen. In het seizoen 1996/97 kreeg hij van coach René Vandereycken geen speelkansen. Pas in het seizoen 1997/98 maakte de jonge aanvaller zijn debuut voor de Brusselaars. Op de eerste speeldag van de competitie mocht hij van trainer Daniel Renders meteen meespelen. Sonck viel na meer dan een uur in voor generatiegenoot Alan Haydock en scoorde niet veel later zijn eerste goal. In de volgende wedstrijd versloeg RWDM rivaal RSC Anderlecht. Achteraf bleek echter dat Renders vier wissels had doorgevoerd. Sonck was een van die vier wissels. Anderlecht verloor met 0-2, maar diende achteraf geen klacht in waardoor de wedstrijd niet hoefde herspeeld te worden.
Op de vijfde speeldag kreeg Sonck tegen STVV zijn eerste basisplaats. Hij bedankte de trainer met twee goals. Ook toen Guy Vandersmissen in de loop van het seizoen het roer van Renders overnam, bleef Sonck een vaste waarde bij RWDM. Hij werd topschutter van het team met 11 goals, maar kon niet voorkomen dat RWDM voorlaatste werd en naar tweede klasse degradeerde.

### Germinal Ekeren
De 20-jarige Sonck zakte niet mee naar tweede klasse. Hij stapte in de zomer van 1998 over naar het Germinal Ekeren van trainer Herman Helleputte en vormde samen met Francis Severeyns, Gunther Hofmans en Edwin van Ankeren de aanvalslinie van de Antwerpse club. Ekeren werd in het seizoen 1998/99 tiende in de competitie en greep in mei 1999 net naast de Ligabeker.
In 1999 ging Germinal Ekeren samen met Beerschot VAC een fusie aan. De nieuwe club, Germinal Beerschot, trok Franky Van der Elst aan als trainer en Marc Degryse als spelverdeler. Degryse zorgde regelmatig voor assists waar Sonck uit scoorde. Het seizoen 1999/00 sloot hij af met opnieuw 11 goals. Sonck werd ook bekend om de salto's die hij maakte na zijn doelpunten. Na het seizoen greep hij net naast de prijs voor Jonge Profvoetballer van het Jaar. Hij werd tweede na laureaat Walter Baseggio.

### KRC Genk
In 2000 trok Sonck samen met ploegmaat Jan Moons naar KRC Genk. Het team dat onder leiding van Johan Boskamp stond, begon het seizoen met een nederlaag in de supercupwedstrijd tegen Anderlecht. Ook nadien sloeg de motor niet aan. Boskamp werd in de loop van het seizoen opgevolgd door assistent-trainer Pierre Denier en sloot het seizoen af als elfde. Voor het volgende seizoen legde de club Sef Vergoossen als trainer vast. Onder zijn leiding werd Genk in 2002 opnieuw kampioen. Sonck groeide samen met spelers als Bernd Thijs, Josip Skoko, Moumouni Dagano en Didier Zokora uit tot een van de sterkhouders. Bovendien werd hij met 30 goals in bijna evenveel wedstrijd ook overtuigend topschutter. Na het seizoen werd hij verkozen tot Profvoetballer van het Jaar. Enkele maanden eerder had hij ook de Gouden Schoen in ontvangst mogen nemen.
Sonck werd een publiekslieveling bij Genk en loodste zijn ploegmaats in het seizoen 2002/03 naar de Champions League. In de laatste voorronde scoorde hij zowel in de heen- als terugwedstrijd tegen Sparta Praag. Genk mocht voor het eerst deelnemen aan het kampioenenbal en belandde in de groep van Real Madrid, AS Roma en AEK Athene. Sonck scoorde zowel tegen Real als AEK. In de Belgische competitie volgde hij zichzelf op als topschutter, al moest hij de titel ditmaal delen met Cédric Roussel van RAEC Mons.

### Ajax
In de zomer van 2003 verhuisde Sonck naar Ajax. Hij werd in Amsterdam gezien als de vervanger van Mido. Sonck maakte zijn debuut bij de Amsterdamse club op 12 augustus van dat jaar in de Europese uitwedstrijd tegen Grazer AK. Op 13 september maakte hij zijn eerste doelpunt in de met 4-1 gewonnen thuiswedstrijd tegen RKC Waalwijk. Bij Ajax werd Sonck in die dagen een ploegmaat van onder meer Zlatan Ibrahimović, Wesley Sneijder, Rafael van der Vaart, Nigel de Jong en zijn landgenoten Tom Soetaers en Tom De Mul. Sonck scoorde in zijn eerste seizoen tien competitiegoals voor Ajax. Hij pakte met de Amsterdammers ook de landstitel. In de Champions League werd hij met vier goals topschutter van het team. Zo scoorde hij in de groepsfase in totaal drie keer tegen zijn latere werkgever Club Brugge.
Toch kon Sonck het nooit helemaal waar maken in Amsterdam, mede doordat hij vaak als rechtsbuiten werd geposteerd door trainer Ronald Koeman. Sonck, die liever in de spits speelde, zocht tijdens het seizoen 2004/05 andere oorden op.

### Borussia Mönchengladbach
Sonck ruilde de Eredivisie in voor de Bundesliga. Hij werd uitgeleend aan Borussia Mönchengladbach, waar op dat ogenblik Dick Advocaat als coach aan de slag was. Sonck werd er verenigd met zijn landgenoten Bernd Thijs, Nico Van Kerckhoven, Filip Daems en Joris Van Hout. De club stond er niet goed voor in de Bundesliga en Advocaat stapte al na enkele maanden zelf op. Zijn vervanger Horst Köppel zorgde ervoor dat Mönchengladbach niet degradeerde, waardoor Sonck de definitieve overstap naar Duitsland maakte. Maar ook in Duitsland loste de spits de verwachtingen niet in. Op een gegeven moment belandde hij zelfs in de B-kern. In twee en een half jaar kwam hij slechts 28 competitiewedstrijden in actie.

### Club Brugge
In 2007 liet Borussia Mönchengladbach de aanvaller vertrekken. Sonck vond op 20 augustus onderdak bij de Belgische bekerwinnaar Club Brugge. Hij moest er onder meer het vertrek van de Kroatische aanvaller Boško Balaban opvangen. De inmiddels 29-jarige Sonck kreeg van coach Jacky Mathijssen regelmatig speelkansen, maar werd in de aanval aanvankelijk overschaduwd door François Sterchele, die een jaar eerder topschutter was geworden. Sterchele kwam echter op 8 mei 2008 onverwacht om het leven na een auto-ongeluk.
Een seizoen later werd Sonck samen Joseph Akpala het vaste spitsenduo van blauw-zwart. Sonck was goed voor 14 goals, maar zag zijn Nigeriaanse spitsbroeder wel topschutter worden. Het leverde het team niet veel op, Club Brugge werd net als een seizoen eerder derde in competitie.
Na de komst van Adrie Koster bij Club Brugge kon Sonck niet zo vaak meer op een basisplaats rekenen. Hoewel hij nog 7 keer scoorde in iets meer dan 20 wedstrijden, was de Nederlander hem liever kwijt dan rijk.

### Lierse
In augustus 2010 tekende de gewezen topschutter een tweejarig contract bij promovendus Lierse SK, dat hem transfervrij inlijfde.. De aanvaller toonde zich bij momenten nog even trefzeker als in zijn jonge jaren, hoewel hij zichtbaar aan snelheid had ingeboet. In december 2010 scoorde hij een wereldgoal tegen zijn ex-club Genk. Op het ondergesneeuwde en gladde veld van Lierse scoorde hij van op de rand van het strafschopgebied via een omhaal. De bal verdween recht in de kruising en werd het doelpunt van het jaar. Voor aanvang van het seizoen 2011/12 promoveerde trainer Chris Janssens hem tot aanvoerder. In oktober 2011 viel hij echter tijdelijk uit de selectie en speelde hij zijn aanvoerdersband kwijt.
Reeds in maart 2012 zat Sonck met het bestuur samen om te praten over een contractverlenging. Beide partijen kwamen niet tot een akkoord. Sonck verlengde zijn contract niet en zat sindsdien zonder club. Even zag het ernaar uit dat hij bij het Hongaarse Újpest FC zou tekenen, maar Sonck weigerde de aanbieding.

### Waasland-Beveren
Op 23 oktober 2012 tekende Wesley Sonck een contract tot het einde van het seizoen 2012/13 bij promovendus Waasland-Beveren. Hij maakte zijn debuut voor Waasland-Beveren in de wedstrijd tegen SV Zulte Waregem. Zijn eerste goal maakte hij tegen zijn ex-club Club Brugge. Zijn contract werd na het seizoen 2012/13 niet verlengd. Hij sloot zijn loopbaan af in 2014 bij de amateurs van Appelterre waar zijn broer Kevin ook speelde.

### Statistieken
| Seizoen         | Club                              |                    | Competitie         | Competitie | Competitie | Beker | Beker | Internationaal | Internationaal | Overig | Overig | Totaal | Totaal |
| Seizoen         | Club                              | Wed.               | Competitie         | Dlp.       | Wed.       | Dlp.  | Wed.  | Dlp.           | Wed.           | Dlp.   | Wed.   | Dlp.   |        |
| --------------- | --------------------------------- | ------------------ | ------------------ | ---------- | ---------- | ----- | ----- | -------------- | -------------- | ------ | ------ | ------ | ------ |
| 1996/97         | RWDM 1                            | Vlag van België    | Jupiler Pro League | 0          | 0          | 0     | 0     | —              | —              | —      | —      | 0      | 0      |
| 1997/98         | RWDM 1                            | Vlag van België    | Jupiler Pro League | 33         | 11         | 0     | 0     | —              | —              | —      | —      | 33     | 11     |
| Club totaal     | Club totaal                       | Club totaal        | Club totaal        | 33         | 11         | 0     | 0     | 0              | 0              | 0      | 0      | 33     | 11     |
| 1998/99         | Germinal Ekeren 1                 | Vlag van België    | Jupiler Pro League | 32         | 7          | 0     | 0     | —              | —              | —      | —      | 32     | 7      |
| Club totaal     | Club totaal                       | Club totaal        | Club totaal        | 32         | 7          | 0     | 0     | 0              | 0              | 0      | 0      | 32     | 7      |
| 1999/00         | Germinal Beerschot 1              | Vlag van België    | Jupiler Pro League | 28         | 11         | 0     | 0     | —              | —              | —      | —      | 28     | 11     |
| Club totaal     | Club totaal                       | Club totaal        | Club totaal        | 28         | 11         | 0     | 0     | 0              | 0              | 0      | 0      | 28     | 11     |
| 2000/01         | KRC Genk 2                        | Vlag van België    | Jupiler Pro League | 32         | 13         | 3     | 4     | 4              | 1              | 0      | 0      | 39     | 18     |
| 2001/02         | KRC Genk 2                        | Vlag van België    | Jupiler Pro League | 32         | 30         | 3     | 2     | —              | —              | —      | —      | 35     | 32     |
| 2002/03         | KRC Genk 2                        | Vlag van België    | Jupiler Pro League | 27         | 22         | 2     | 3     | 8              | 3              | 1      | 0      | 38     | 28     |
| Club totaal     | Club totaal                       | Club totaal        | Club totaal        | 91         | 65         | 8     | 9     | 12             | 4              | 1      | 0      | 112    | 78     |
| 2003/04         | AFC Ajax                          | Vlag van Nederland | Eredivisie         | 25         | 9          | 1     | 0     | 6              | 4              | —      | —      | 32     | 13     |
| 2004/05         | AFC Ajax                          | Vlag van Nederland | Eredivisie         | 9          | 1          | 0     | 0     | 4              | 1              | 1      | 0      | 14     | 2      |
| Club totaal     | Club totaal                       | Club totaal        | Club totaal        | 34         | 10         | 1     | 0     | 10             | 5              | 1      | 0      | 46     | 15     |
| 2004/05         | → Borussia Mönchengladbach (huur) | Vlag van Duitsland | Bundesliga         | 7          | 2          | 0     | 0     | —              | —              | —      | —      | 7      | 2      |
| 2005/06         | Borussia Mönchengladbach          | Vlag van Duitsland | Bundesliga         | 14         | 4          | 0     | 0     | —              | —              | —      | —      | 14     | 4      |
| 2006/07         | Borussia Mönchengladbach          | Vlag van Duitsland | Bundesliga         | 7          | 0          | 1     | 1     | —              | —              | —      | —      | 8      | 1      |
| Club totaal     | Club totaal                       | Club totaal        | Club totaal        | 28         | 6          | 1     | 1     | 0              | 0              | 0      | 0      | 29     | 7      |
| 2007/08         | Club Brugge                       | Vlag van België    | Jupiler Pro League | 21         | 6          | 0     | 0     | 2              | 0              | 0      | 0      | 23     | 6      |
| 2008/09         | Club Brugge                       | Vlag van België    | Jupiler Pro League | 28         | 14         | 1     | 0     | 6              | 2              | —      | —      | 35     | 16     |
| 2009/10         | Club Brugge                       | Vlag van België    | Jupiler Pro League | 22         | 7          | 1     | 0     | 7              | 1              | 4      | 1      | 34     | 9      |
| Club totaal     | Club totaal                       | Club totaal        | Club totaal        | 71         | 27         | 2     | 0     | 15             | 3              | 4      | 1      | 92     | 31     |
| 2010/11         | Lierse SK                         | Vlag van België    | Jupiler Pro League | 22         | 6          | 3     | 3     | —              | —              | 0      | 0      | 25     | 9      |
| 2011/12         | Lierse SK                         | Vlag van België    | Jupiler Pro League | 22         | 2          | 5     | 0     | —              | —              | 3      | 0      | 30     | 2      |
| Club totaal     | Club totaal                       | Club totaal        | Club totaal        | 44         | 8          | 8     | 3     | 0              | 0              | 3      | 0      | 55     | 11     |
| 2012/13         | Waasland-Beveren                  | Vlag van België    | Jupiler Pro League | 23         | 2          | 1     | 0     | —              | —              | 6      | 1      | 30     | 2      |
| Club totaal     | Club totaal                       | Club totaal        | Club totaal        | 23         | 2          | 1     | 0     | 0              | 0              | 6      | 1      | 30     | 2      |
| Carrière totaal | Carrière totaal                   | Carrière totaal    | Carrière totaal    | 384        | 147        | 21    | 13    | 37             | 12             | 15     | 2      | 457    | 194    |

1 N.B. De statistieken van de Belgische beker zijn onbekend.

2 N.B. De statistieken van de Belgische beker en Belgische supercup zijn onbekend.

## Nationale ploeg
Op 2 juni 2001 debuteerde Wesley Sonck in het Belgisch voetbalelftal. Het was toenmalig bondscoach Robert Waseige die hem voor het eerst selecteerde. Het ging om een interland tegen Letland die door de Duivels met 3-1 gewonnen werd. Enkele dagen later scoorde hij tegen San Marino zijn eerste doelpunt.
België wist zich te plaatsen voor het WK 2002 in Japan en Zuid-Korea. Sonck maakte deel uit van Waseiges WK-selectie, maar moest zich tevreden stellen met een rol als invaller. Sonck, die op dat ogenblik topschutter en Gouden Schoen was, vond dat hij te weinig krediet kreeg. Toen hij in de groepsfase mocht invallen tegen Rusland scoorde hij enkele seconden later een belangrijk doelpunt. België vloog er in de volgende ronde uit tegen Brazilië.
In 2002 werd Aimé Antheunis bondscoach en was Sonck niet meer weg te denken uit de nationale ploeg. Hij scoorde regelmatig maar wist zich met de Duivels toch niet meer te plaatsen voor een groot toernooi. In 2006 werd René Vandereycken, die Sonck nog kende van bij RWDM, aangesteld als nieuwe bondscoach. Aanvankelijk werd de spits nog opgeroepen, maar toen hij bij Borussia Mönchengladbach op een zijspoor beland was, viel hij ook naast de prijzen voor de nationale ploeg. De internationale carrière van de goalgetter leek erop te zitten, maar Vandereycken haalde hem een jaar later toch terug bij de selectie. In de kwalificatiecampagne voor het WK 2010 in Zuid-Afrika scoorde hij in bijna elke wedstrijd. Toch slaagden de Rode Duivels er opnieuw niet in zich te plaatsen.
Op 3 maart 2010 speelde Sonck tegen Kroatië zijn laatste interland voor de nationale ploeg. Zijn laatste goal scoorde hij op 17 november 2009 tegen Qatar. In totaal scoorde Sonck 24 keer voor de nationale ploeg. Daarmee doet hij beter dan onder meer Jan Ceulemans, Marc Degryse, Rik Coppens en Erwin Vandenbergh. Sonck staat achtste in de topschuttersstand van de nationale ploeg.

## Interlands
| Interlands van Wesley Sonck voor België | Interlands van Wesley Sonck voor België | Interlands van Wesley Sonck voor België | Interlands van Wesley Sonck voor België | Interlands van Wesley Sonck voor België | Interlands van Wesley Sonck voor België |
| No.                                     | Datum                                   | Wedstrijd                               | Uitslag                                 | Soort Wedstrijd                         | Doelpunten                              |
| Als speler bij Racing Genk              | Als speler bij Racing Genk              | Als speler bij Racing Genk              | Als speler bij Racing Genk              | Als speler bij Racing Genk              | Als speler bij Racing Genk              |
| --------------------------------------- | --------------------------------------- | --------------------------------------- | --------------------------------------- | --------------------------------------- | --------------------------------------- |
| 1.                                      | 2 juni 2001                             | België - Letland                        | 3 - 1                                   | WK Kwalificatie 2002                    | -                                       |
| 2.                                      | 6 juni 2001                             | San Marino - België                     | 1 - 4                                   | WK Kwalificatie 2002                    | 59'                                     |
| 3.                                      | 15 augustus 2001                        | Finland - België                        | 4 - 1                                   | Vriendschappelijk                       | -                                       |
| 4.                                      | 05 september 2001                       | België – Schotland                      | 2 - 0                                   | WK Kwalificatie 2002                    | -                                       |
| 5.                                      | 06 oktober 2001                         | Kroatië – België                        | 1 - 0                                   | WK Kwalificatie 2002                    | -                                       |
| 6.                                      | 10 november 2001                        | België – Tsjechië                       | 1 - 0                                   | Play-Offs WK Kwalificatie 2002          | -                                       |
| 7.                                      | 14 november 2001                        | Tsjechië – België                       | 0 - 1                                   | Play-Offs WK Kwalificatie 2002          | -                                       |
| 8.                                      | 13 februari 2002                        | België - Noorwegen                      | 1 - 0                                   | Vriendschappelijk                       | -                                       |
| 9.                                      | 27 maart 2002                           | Griekenland - België                    | 3 - 2                                   | Vriendschappelijk                       | 54'                                     |
| 10.                                     | 17 april 2002                           | België - Slowakije                      | 1 - 1                                   | Vriendschappelijk                       | -                                       |
| 11.                                     | 14 mei 2002                             | België - Algerije                       | 0 - 0                                   | Vriendschappelijk                       | -                                       |
| 12.                                     | 18 mei 2002                             | Frankrijk - België                      | 1 - 2                                   | Vriendschappelijk                       | -                                       |
| 13.                                     | 4 juni 2002                             | Japan - België                          | 2 - 2                                   | WK 2002                                 | -                                       |
| 14.                                     | 10 juni 2002                            | Tunesië - België                        | 1 - 1                                   | WK 2002                                 | -                                       |
| 15.                                     | 14 juni 2002                            | België - Rusland                        | 3 - 2                                   | WK 2002                                 | 78'                                     |
| 16.                                     | 17 juni 2002                            | Brazilië - België                       | 2 - 0                                   | WK 2002                                 | -                                       |
| 17.                                     | 21 augustus 2002                        | Polen - België                          | 1 - 0                                   | Vriendschappelijk                       | 41'                                     |
| 18.                                     | 7 september 2002                        | België - Bulgarije                      | 0 - 2                                   | EK Kwalificatie 2004                    | -                                       |
| 19.                                     | 12 oktober 2002                         | Andorra - België                        | 0 - 1                                   | EK Kwalificatie 2004                    | 61'                                     |
| 20.                                     | 16 oktober 2002                         | Estland - België                        | 0 - 1                                   | EK Kwalificatie 2004                    | 2'                                      |
| 21.                                     | 12 februari 2003                        | Algerije - België                       | 1 - 3                                   | Vriendschappelijk                       | 7'                                      |
| 22.                                     | 29 maart 2003                           | Kroatië - België                        | 4 - 0                                   | EK Kwalificatie 2004                    | -                                       |
| 23.                                     | 30 april 2003                           | België - Polen                          | 3 - 1                                   | Vriendschappelijk                       | 27'                                     |
| 24.                                     | 7 juni 2003                             | Bulgarije - België                      | 2 - 2                                   | EK Kwalificatie 2004                    | -                                       |
| 25.                                     | 11 juni 2003                            | België - Andorra                        | 3 - 0                                   | EK Kwalificatie 2004                    | 45'                                     |
| Als speler bij Ajax                     |                                         |                                         |                                         |                                         |                                         |
| 26.                                     | 20 augustus 2003                        | België - Nederland                      | 1 - 1                                   | Vriendschappelijk                       | 39'                                     |
| 27.                                     | 10 september 2003                       | België - Kroatië                        | 2 - 2                                   | EK Kwalificatie 2004                    | 34' 42'                                 |
| 28.                                     | 11 oktober 2003                         | België - Estland                        | 2 - 2                                   | EK Kwalificatie 2004                    | -                                       |
| 29.                                     | 18 februari 2004                        | België - Frankrijk                      | 0 - 2                                   | Vriendschappelijk                       | -                                       |
| 30.                                     | 28 april 2004                           | België - Turkije                        | 2 - 3                                   | Vriendschappelijk                       | 34'                                     |
| 31.                                     | 18 augustus 2004                        | Noorwegen - België                      | 2 - 2                                   | Vriendschappelijk                       | -                                       |
| 32.                                     | 4 september 2004                        | België - Litouwen                       | 1 - 1                                   | WK Kwalificatie 2006                    | 61'                                     |
| 33.                                     | 9 oktober 2004                          | Spanje - België                         | 2 - 0                                   | WK Kwalificatie 2006                    | -                                       |
| 34.                                     | 17 november 2004                        | België - Servië en Montenegro           | 0 - 2                                   | WK Kwalificatie 2006                    | -                                       |
| Als speler van Borussia Mönchengladbach |                                         |                                         |                                         |                                         |                                         |
| 35.                                     | 1 maart 2006                            | Luxemburg – België                      | 0 - 2                                   | Vriendschappelijk                       | -                                       |
| 36.                                     | 20 mei 2006                             | Slowakije – België                      | 1 - 1                                   | Vriendschappelijk                       | -                                       |
| 37.                                     | 24 mei 2006                             | België - Turkije                        | 3 - 3                                   | Vriendschappelijk                       | 43'                                     |
| Als speler bij Club Brugge              |                                         |                                         |                                         |                                         |                                         |
| 38.                                     | 13 oktober 2007                         | België - Finland                        | 0 - 0                                   | EK Kwalificatie 2008                    | -                                       |
| 39.                                     | 17 oktober 2007                         | België - Armenië                        | 3 - 0                                   | EK Kwalificatie 2008                    | 63'                                     |
| 40.                                     | 26 maart 2008                           | België – Marokko                        | 1 - 4                                   | Vriendschappelijk                       | -                                       |
| 41.                                     | 30 mei 2008                             | Italië - België                         | 3 - 1                                   | Vriendschappelijk                       | 32'                                     |
| 42.                                     | 20 augustus 2008                        | Duitsland - België                      | 2 - 0                                   | Vriendschappelijk                       | -                                       |
| 43.                                     | 6 september 2008                        | België – Estland                        | 3 - 2                                   | WK Kwalificatie 2010                    | 39' 81'                                 |
| 44.                                     | 10 september 2008                       | Turkije – België                        | 1 - 1                                   | WK Kwalificatie 2010                    | 32'                                     |
| 45.                                     | 11 oktober 2008                         | België – Armenië                        | 2 - 0                                   | WK Kwalificatie 2010                    | 21'                                     |
| 46.                                     | 15 oktober 2008                         | België – Spanje                         | 1 - 2                                   | WK Kwalificatie 2010                    | 7'                                      |
| 47.                                     | 19 november 2008                        | Luxemburg – België                      | 1 - 1                                   | Vriendschappelijk                       | -                                       |
| 48.                                     | 28 maart 2009                           | België – Bosnië en Herzegovina          | 2 - 4                                   | WK Kwalificatie 2010                    | -                                       |
| 49.                                     | 1 april 2009                            | Bosnië en Herzegovina – België          | 2 - 1                                   | WK Kwalificatie 2010                    | 85'                                     |
| 50.                                     | 12 augustus 2009                        | Tsjechië – België                       | 3 - 0                                   | Vriendschappelijk                       | -                                       |
| 51.                                     | 5 september 2009                        | Spanje – België                         | 5 - 0                                   | WK Kwalificatie 2010                    | -                                       |
| 52.                                     | 9 september 2009                        | Armenië – België                        | 2 - 1                                   | WK Kwalificatie 2010                    | -                                       |
| 53.                                     | 14 november 2009                        | België – Hongarije                      | 3 - 0                                   | Vriendschappelijk                       | -                                       |
| 54.                                     | 17 november 2009                        | Qatar – België                          | 0 - 2                                   | Vriendschappelijk                       | 20'                                     |
| 55.                                     | 3 maart 2010                            | België – Kroatië                        | 0 - 1                                   | Vriendschappelijk                       | -                                       |
| Totaal                                  | Totaal                                  | Totaal                                  | Totaal                                  | Totaal                                  | 24                                      |

Bijgewerkt t/m  3 maart 2010

## Palmares
| Nationaal                   |    |            |
| Belgisch kampioen           | 1x | 2002       |
| Trofee Jules Pappaert       | 1x | 2002       |
| Nederlands kampioen         | 1x | 2004       |
| Johan Cruijff Schaal        | 1x | 2005       |
| Vriendschappelijk           |    |            |
| Brugse Metten               | 2x | 2008, 2009 |
| LG Amsterdam Tournament     | 1x | 2004       |
| Individueel                 |    |            |
| Gouden Schoen               | 1x | 2001       |
| Profvoetballer van het Jaar | 1x | 2002       |
| Topschutter                 | 2x | 2002, 2003 |

## Privéleven
Wesley Sonck is opgegroeid in Ninove en na zijn voetbalcarrière keerde hij er terug. In 2021 werd de Ninovieter door burgemeester Tania De Jonge gehuldigd als ereburger van de stad.
Sinds 2016 is Sonck samen met Virginie Van Mol en in 2024 trouwden ze. Het koppel vormt een samengesteld gezin van vijf kinderen. De ex-voetballer heeft een dochter en twee zonen uit een vorig huwelijk. Dochter Amy is influencer.

## Televisie
Sonck is regelmatig te gast in het voetbalpraatprogramma Extra Time op Canvas, en ook extra voetbalpraatprogramma’s zoals Sporza Retro of grote toernooi gerelateerde. Hij geeft commentaar bij Belgische competitiewedstrijden voor de zender Eleven Sports en schrijft ook columns voor de krant Het Nieuwsblad.
In 2014 speelde Sonck een bijrol in de VIER-serie Vermist.
Door de uitbraak van COVID-19 gaf hij, naast Pedro Ellias, livecommentaar in het televisieprogramma De Container Cup. In deze zevenkamp probeerden topatleten en bekende Vlamingen de beste tijd neer te zetten op zeven verschillende disciplines in een container, volgens de coronamaatregelen.
Voor altijd Kampioen! (2021) - als zichzelf (Documentaire)
Het Huis (2024) - als zichzelf